# تاتسويا هاسيغاوا
تاتسويا هاسيغاوا (باليابانية: 長谷川 竜也) (مواليد 7 مارس 1994)، هو لاعب كرة قدم ياباني سابق كان يلعب كلاعب وسط.

## وصلات خارجية
- تاتسويا هاسيغاوا على موقع رابطة كرة القدم اليابانية للمحترفين (اليابانية)
- تاتسويا هاسيغاوا على موقع قاعدة بيانات كرة القدم.إي يو (الإنجليزية)
- تاتسويا هاسيغاوا على موقع Soccerway.com (الإنجليزية)
- تاتسويا هاسيغاوا على موقع عالم كرة القدم.نت (الإنجليزية)
- تاتسويا هاسيغاوا على موقع كووورة